# Huatuo
Huatuo (kinesiska: 华佗) är en köping i östra Kina. Den ligger i stadsdistriket Qiaocheng i staden Bozhou i provinsen Anhui, omkring 270 kilometer nordväst om provinshuvudstaden Hefei. Antalet invånare är 40532. Befolkningen består av 20 045 kvinnor och 20 487 män. Barn under 15 år utgör 18,0 %, vuxna 15-64 år 72 %, och äldre över 65 år 9,0 %.